# Şükran Ovalı
Şükran Ovalı (Smirne, 1º aprile 1985) è un'attrice turca.

## Biografia
Ovalı nacque nel distretto di Eşrefpaşa a Smirne. Suo nonno è di origine kosovara. Ha trascorso la maggior parte della sua infanzia a Bahçelievler, in Smirne. Dopo aver studiato alla scuola elementare Mustafa Urcan e alla scuola secondaria Fevzi Çakmak, ha terminato la sua istruzione superiore presso la Göztepe Selma Yiğit Alp High School, dopodiché si è trasferita a Istanbul. Ha studiato recitazione al Müjdat Gezen Art Center.
Ha fatto il suo debutto televisivo con la serie Sırlar Dünyası, dopo di che è apparsa in varie serie TV. Nel 2006 ha avuto la sua prima esperienza cinematografica con un ruolo nel film Pars: Kiraz Operasyonu. La sua svolta è arrivata con la serie fantasy per bambini Bez Bebek. Ha anche avuto un ruolo nella serie drammatica Kötü Yol, basata su un romanzo classico. Al fianco di Şükrü Özyıldız, è apparsa nelle serie Ekşi Elmalar e Şeref Meselesi.

## Filmografia

### Cinema
- Pars: Kiraz Operasyonu, regia di Osman Sınav (2006)
- Alia, regia di Karl Kases (2008)
- Cin Geçidi - cortometraggio (2008)
- Ev, regia di Caner Özyurtlu e Alper Özyurtlu (2009)
- Nar, regia di Ümit Ünal (2011)
- Yeni Dünya, regia di Caner Erzincan (2015)
- Şeytan Tüyü, regia di Murat Senoy (2016)
- Ekşi Elmalar, regia di Yılmaz Erdoğan (2016)
- Poyraz Karayel: Küresel Sermaye, regia di Osman Tasci (2017)
- Hazine, regia di Canbert Yerguz (2022)
- Kal (2022)

### Televisione
- Ezo Gelin - serie TV, (2006)
- Vazgeç Gönlüm - serie TV, (2007)
- Bez Bebek - serie TV, (2007)
- Aşk Yakar - serie TV, (2008)
- Kahramanlar - serie TV, (2009)
- Bir Bulut Olsam - serie TV, (2009)
- Behzat Ç. Bir Ankara Polisiyesi - serie TV, (2010)
- Reis - serie TV, (2011)
- Kötü Yol - serie TV, (2012)
- Leyla ile Mecnun - serie TV, (2012)
- Avrupa Avrupa - serie TV, (2013)
- Cinayet - serie TV, (2014)
- Şeref Meselesi - serie TV, (2014–2015)
- Paramparça - serie TV, (2016)
- Familya - serie TV, (2016)[7]
- Vatanım Sensin - serie TV, (2017–2018)[8]
- Ufak Tefek Cinayetler - serie TV, (2018)
- Menajerimi Ara - serie TV, (2020)
- Segreti di famiglia (Yargı) - serie TV, (2022)
- Şeref Bey - serie TV, (2021)

## Riconoscimenti
- 22nd Sadri Alışık Theatre and Cinema Awards - Selection Committee Special Award (Ekşi Elmalar)